# Master P
Percy Miller (Nova Orleans, 29 de abril de 1967 - ), mais conhecido como Master P, é um rapper produtor, ator, esportista, cantor e empreendedor norte-americano. É o fundador e CEO do conglomerado P. Miller Enterprises— que atua no ramo financeiro e de entretenimento — e também da Better Black TV além da No Limit Records.